# Нсуэ, Луис Энрике
Луис Энрике Нсуэ Нтугу Акеле (исп. Luis Enrique Nsue Ntugu Akele; род. 16 января 1998, Эбебийин, Ке-Нтем, Экваториальная Гвинея) — экваториалогвинейский футболист, защитник национальной сборной Экваториальной Гвинеи.

## Карьера

### Начало карьеры
Воспитанник экваториалогвинейского клуба «Кано Спорт». В июле 2017 года футболист перебрался в испанский клуб «Атлетико Пуэртольяно», который покинул по окончании сезона. В 2019 году вместе с клубом «Кано Спорт» стал чемпионом страны. Затем выступал также в испанском клубе «Аравака», откуда снова возвращался в «Атлетико Пуэртольяно» и «Кано Спорт».

### «Сиди-Бу-Зид»
В сентябре 2022 года футболист присоединился к тунисскому «Сиди-Бу-Зид». Дебютировал за клуб 7 октября 2022 года в матче против клуба «Унион Бен-Гардан», выйдя на поле в стартовом составе. Футболист быстро смог закрепиться в основной команде клуба, став ключевым защитником. По итогу сезона вместе с клубом остановился на седьмом итоговом месте, а сам футболист результативными действиями не отличился. По окончании сезона покинул клуб.

### «Бэлць»
В июле 2023 года футболист перешёл в молдавский клуб «Бэлць». Дебютировал за клуб 5 августа 2023 года в матче против клуба «Дачия-Буюкань», выйдя на поле в стартовом составе. Первым результативным действием за клуб отличился 20 августа 2023 года в матче против клуба «Флорешты», отдав голевую передачу.

## Международная карьера
В 2018 году футболист получил вызов в национальную сборную Экваториальной Гвинеи. Дебютировал за сборную 28 мая 2018 года в товарищеском матче против Кении. В январе 2022 года футболист участвовал вместе со сборной в Кубке африканских наций, однако на протяжении всего турнира оставался на скамейке запасных.

## Достижения
«Кано Спорт»
- Чемпион Экваториальной Гвинеи: 2019